# 小行星129101
小行星129101（129101 Geoffcollyer）是一颗绕太阳运转的小行星，为主小行星带小行星。该小行星于2004年12月发现。
該小行星以加拿大計算機科學家傑夫·柯勒命名。

## 轨道参数
小行星129101的轨道半长轴为455 480 956 km（3.0446588 UA），离心率为0.076。